# بوريس سيكيوليتش
بوريس سيكيوليتش (بالصربية: Борис Секулић)‏ هو لاعب كرة قدم صربي وسلوفاكي في مركز الدفاع، ولد في 21 أكتوبر 1991 في بلغراد في صربيا. شارك مع منتخب سلوفاكيا لكرة القدم. أما مع النوادي، فقد لعب مع نادي سلوفان براتيسلافا ونادي كوشيتسه.

## وصلات خارجية
- بوريس سيكيوليتش على موقع الاتحاد الأوربي (الإنجليزية)
- بوريس سيكيوليتش على موقع الدوري الأمريكي (الإنجليزية)
- بوريس سيكيوليتش على موقع قاعدة بيانات كرة القدم.إي يو (الإنجليزية)
- بوريس سيكيوليتش على موقع ناشيونال فوتبول تيمز (الإنجليزية)
- بوريس سيكيوليتش على موقع Soccerbase.com (لاعب) (الإنجليزية)
- بوريس سيكيوليتش على موقع Soccerway.com (الإنجليزية)
- بوريس سيكيوليتش على موقع عالم كرة القدم.نت (الإنجليزية)